# Алан Џоунс
Алан Џоунс (енгл. Alan Jones; Мелбурн, 2. новембар 1946) је аустралијски возач формуле 1 и освајач шампионске титуле 1980. године.
Он је први возач тима Вилијамс који је освојио шампионску титулу и други Аустралијанац коме је то успело након троструког светског шампиона Сир Џека Брабама.

## Рани живот и каријера
Алан Стенли Џоунс је рођен 2. новембра 1946. у Мелбурну, Викторија. Џонс је похађао колеџ Ксавијер и син је Стена Џонса, аустралијског тркача и победника Велике награде Аустралије 1959. године, и желео је да крене очевим стопама. Џоунс је у почетку радио у заступству свог оца Холден док је тркао Мини и Купер. Млађи Џоунс је отишао у Европу 1967. да би стекао име, али је открио да не може да приушти чак ни вожњу у Формули Форд. Стога се вратио кући, али се вратио у Велику Британију 1970. године и почео да гради своју каријеру у друштву са сународником Брајаном Мекгвајером. Њих двојица су куповала и продавала половне аутомобиле и Џоунс је на крају могао да приушти Формулу 3, Лотус 41, који је намеравао да прилагоди спецификацијама Формуле 2 и да се врати у Аустралију на продају, како би финансирао сезону Формуле три. Међутим, машина је отписана у несрећи на тестирању у Брендс Хечу у којој је Џоунс сломио ногу.
Крајем 1970. Џоунс је потписао уговор са фирмом за коју је МекГвајер радио, дизајнираном да промовише интересе возача и изабран је да се такмичи у низу трка у Бразилу. Међутим, у прве две трке мотор је отказао, а у трећој се покварио мењач, што је значило да је прилика престала.
Током 1971, Џоунс је водио кампању за Брабхам БТ 28 претворен у спецификацију БТ35, у Формули три и имао је умерено успешну сезону која је довела до серије тестова за март у Силверстону.  Међутим, упркос успеху на тесту, Џоунсу није понуђена вожња до марта и 1972. је возио ГРД у Формули три. Џоунс је те сезоне урадио довољно да га ГРД задржи следеће године са новим спонзором и само је изгубио шампионат 1973. због неисправности мотора у последњем колу у Брендс Хечу. Године 1974, Џоунс је почео сезону у Формули Атлантик, али је сматрао да је то био веома аматерски напор, али случајан сусрет са Харијем Стилером довео је до тога да се потоњи догодио марта 1974. године. На крају сезоне, Џоунс је дебитовао на Ф5000 за Стилера у последњој рунди Европског првенства у Брендс Хечу у Чеврону Б24/28 у власништву Џона Мекдоналда. Планирано је да се у Формулу 5000 уђе у 1975. Међутим, Стилерови почетни планови су пропали, али након извесног одлагања, током којег је Џоунс био фактички незапослен, Стилер је договорио куповину Формуле 1 Хескет 308 и потписао Џоунса да вози болид.